# Tom Keene (Schauspieler)
Tom Keene, eigentlich George Duryea, Pseudonym Richard Powers (* 30. Dezember 1896 in Rochester, New York; † 4. August 1963 in Woodland Hills, Kalifornien) war ein US-amerikanischer Schauspieler.

## Leben und Karriere
Die Eltern von George Duryea starben früh und er wurde von Verwandten aufgezogen. Nach seinem Studium an der Columbia University und der Carnegie Tech wandte er sich der Schauspielerei zu, zunächst bei einer Theatergruppe in Maine. Er spielte unter anderem die Rolle des Abie in einer Produktion der Hit-Komödie Abie’s Irish Rose. Nachdem er bereits 1923 in einem Kurzfilm sein Kinodebüt gemacht hatte, wandte sich Duryea mit Beginn des Tonfilms Ende der 1920er-Jahre der Schauspielerei zu.
In Cecil B. DeMilles Filmdrama The Godless Girl erhielt Duryea neben Lina Basquette und Marie Prevost gleich die männliche Hauptrolle. Anschließend fand er allerdings nur schwer weitere Arbeit, woraufhin er den Künstlernamen Tom Keene – unter dem er heute am bekanntesten ist – wählte und in das Westerngenre ging. In den 1930er- und 1940er-Jahren fungierte Keene als Hauptdarsteller zahlreicher B-Western, die sich damals zum großen Teil als profitabel an den Kinokassen erwiesen. Darunter waren auch zwei Streifen an der Seite der damals noch unbekannten Rita Hayworth. Einige seiner Western wurden vom ZDF in der Programmreihe Western von gestern gezeigt. Eine große Chance zum Aufschwung seiner Karriere bot 1934 die Zusammenarbeit mit dem renommierten Regisseur King Vidor, in dessen Sozialdrama Unser tägliches Brot über die Great Depression er die männliche Hauptrolle erhielt. Der Film war allerdings ein finanzieller Misserfolg und Keene blieb in den folgenden Jahren bei B-Western.
In den 1940er-Jahren, als seine Karriere als Star von B-Western sich dem Ende zuneigte, wählte er mit Richard Powers einen zweiten Künstlernamen. Unter diesem Namen übernahm er als Charakterdarsteller Nebenrollen in verschiedenen Genres, unter anderem als Detektiv im Film noir Im Kreuzfeuer neben Robert Mitchum. In den 1950er-Jahren war er als Gastdarsteller in einigen Fernsehserien zu sehen. Er arbeitete während dieser Zeit auch im Versicherungs- und Immobiliengeschäft. Seine letzte Filmrolle übernahm er im Jahr 1959, diesmal wieder unter dem Namen Keene, als Colonel Tim Edwards in Ed Woods legendärem Trashstreifen Plan 9 aus dem Weltall.
Tom Keene war von 1919 bis zur Scheidung 1940 mit der Schauspielerin Grace Stafford verheiratet. Er starb 1963 im Alter von 66 Jahren an einer Krebserkrankung und wurde im Forest Lawn Memorial Park in Glendale beigesetzt.

## Filmografie (Auswahl)
- 1923: The Just a Little Late Club (Kurzfilm)
- 1929: Das gottlose Mädchen (The Godless Girl)
- 1929: Goldjäger in Kalifornien (Tide of Empire)
- 1929: Lokomotive 2329 (Thunder)
- 1930: Tol'able David
- 1931: Tom Keene, der König der Steppe (Freighters of Destiny)
- 1932: In den Rocky Mountains (Beyond the Rockies)
- 1933: Flammenreiter (Sunset Pass)
- 1933: The Cheyenne Kid
- 1934: Unser tägliches Brot (Our Daily Bread)
- 1936: Lady von Californien (Rebellion)
- 1937: Waffenschmuggel in Louisiana (Old Louisiana)
- 1941: Dynamite Canyon
- 1941: The Driftin' Kid
- 1944: Up in Arms
- 1944: Jungle Woman
- 1947: Der Colt sitzt locker (Thunder Mountain)
- 1947: Im Kreuzfeuer (Crossfire)
- 1948: Berlin-Express (Berlin Express)
- 1948: Nacht in der Prärie (Blood on the Moon)
- 1948: Der Schrecken von Texas (Return of the Bad Men)
- 1950: Desperadoes of the West
- 1952: Endstation Mars (Red Planet Mars)
- 1956: Fury (Fernsehserie, 3 Folgen)
- 1955: Dig That Uranium
- 1956: Corky and White Shadow (Fernsehserie, 18 Folgen)
- 1956: Blut an meinen Händen (Tension at Table Rock)
- 1958–1960: The Adventures of Ozzie and Harriet (Fernsehserie, 6 Folgen)
- 1959: Plan 9 aus dem Weltall (Plan 9 from Outer Space)